# Приватне підприємство
Приватне підприємство, також приватна компанія, фірма — підприємство, створене приватними особами, засноване на приватній власності, і що оперує приватним капіталом.

## Права
Приватна компанія має обмежене число членів з лімітованим правом на передачу своїх акцій і не має права повідомляти публічну підписку на свої акції.

## Законодавчий статус
Визначення в українському законодавстві
Приватне підприємство — юридична особа, що діє на основі приватної власності одного або кількох громадян, іноземців або осіб без громадянства та його (їх) праці чи з використанням найманої праці (ст. 113 Господарського кодексу). Приватним є також підприємство, що діє на основі приватної власності суб'єкта господарювання — юридичної особи. Закон не висуває будь-яких вимог до мінімального статутного капіталу приватного товариства. Структура корпоративного управління і режим майна приватного підприємства визначаються його засновником на власний розсуд.
Особливістю приватного підприємства як організаційно-правової форми юридичної особи є можливість власника безпосередньо здійснювати свої права щодо управління підприємством (ч. 2 ст. 65 ГК України).З цього впливає можливість легітимного покладення на учасника приватного підприємства обов'язків виконавчого органу юридичної особи на безоплатній основі у випадку призупинення діяльності підприємства.